# 2. Deutsche Volleyball-Bundesliga 1976/77 (Männer)
Die Saison 1976/77 der 2. Volleyball-Bundesliga der Männer war die dritte Ausgabe dieses Wettbewerbs.

## 2. Bundesliga Nord
Meister und Aufsteiger in die 1. Bundesliga wurde der TuS 04 Leverkusen.

### Mannschaften
In dieser Saison spielten folgende acht Mannschaften in der 2. Bundesliga Nord der Männer:
- VfL Bochum
- TSV Bonn
- MTV Grone
- TuS Iserlohn
- TuS 04 Leverkusen
- MTV Mariendorf
- CVJM Siegen
- NN

Absteiger aus der 1. Bundesliga gab es keine.

### Tabelle
|                         | Verein     | Spiele | Punkte | Sätze |
| ----------------------- | ---------- | ------ | ------ | ----- |
| 1.                      | Leverkusen | 14     |        |       |
| 2.                      |            | 14     |        |       |
| 3.                      |            | 14     |        |       |
| 4.                      |            | 14     |        |       |
| 5.                      |            | 14     |        |       |
| 6.                      |            | 14     |        |       |
| 7.                      |            | 14     |        |       |
| 8.                      | NN         | 14     |        |       |
| Stand: Abschlusstabelle |            |        |        |       |

|     | Aufsteiger in die Bundesliga    |
|     | Absteiger in die Regionalliga   |
| (N) | Aufsteiger aus der Regionalliga |

## 2. Bundesliga Süd
Meister und Aufsteiger in die 1. Bundesliga wurde der USC Freiburg.

### Mannschaften
In dieser Saison spielten folgende acht Mannschaften in der 2. Bundesliga Süd der Männer:
- Eintracht Frankfurt
- USC Freiburg
- TuS Griesheim
- TV Hülzweiler
- GTRV Neuwied
- DJK Schweinfurt
- NN
- NN

Absteiger aus der 1. Bundesliga waren Eintracht Frankfurt und der USC Freiburg.

### Tabelle
|                         | Verein       | Spiele | Punkte | Sätze |
| ----------------------- | ------------ | ------ | ------ | ----- |
| 1.                      | Freiburg (A) | 14     |        |       |
| 2.                      | Griesheim    | 14     |        |       |
| 3.                      |              | 14     |        |       |
| 4.                      |              | 14     |        |       |
| 5.                      |              | 14     |        |       |
| 6.                      |              | 14     |        |       |
| 7.                      | NN           | 14     |        |       |
| 8.                      | NN           | 14     |        |       |
| Stand: Abschlusstabelle |              |        |        |       |

|     | Aufsteiger in die Bundesliga    |
|     | Absteiger in die Regionalliga   |
| (A) | Absteiger aus der 1. Bundesliga |
| (N) | Aufsteiger aus der Regionalliga |